# Parabomis martini
Parabomis martini là một loài nhện trong họ Thomisidae.
Loài này thuộc chi Parabomis. Parabomis martini được Roger de Lessert miêu tả năm 1919.